# ジョイパックレジャー
ジョイパックレジャー株式会社（英語: Joypack Leisure Corporation）は、遊技場経営をおもに行なう日本の企業である。ヒューマックスグループの中核企業に位置し、同社を中心としてジョイパックグループを形成する。
本項では同グループについても詳述する。

## 沿革
- 1948年5月 - 惠通企業株式会社（現在の株式会社ヒューマックス）設立[4]
- 1962年4月 - 峰商事株式会社を設立[3][4]
- 1970年10月 - 恵通グループの名称を恵通ジョイパックグループに改称[4]
- 1972年5月 - ラスベガス商事株式会社を設立、林光男が代表取締役に就任[3][4][6]
- 1979年2月 - ジョイパックアミューズメント株式会社を設立、林光男が代表取締役に就任[4][6]
  - 同年7月 - 峰商事株式会社とラスベガス商事株式会社が合併、ジョイパックレジャー株式会社に社名を変更[3][4]
- 1987年7月 - 恵通企業株式会社を株式会社ヒューマックスに社名変更、グループをヒューマックスグループと改称[3]
- 2006年3月 - 子会社として有限会社イーハートを設立[3]

## データ
- 社名：ジョイパックレジャー株式会社
- 所在地：東京都渋谷区恵比寿南1丁目1番1号 ヒューマックス恵比寿ビル9階[1]
北緯35度38分48.24秒 東経139度42分32.33秒 / 北緯35.6467333度 東経139.7089806度
- 設立：1962年4月[1] （峰商事株式会社[3]）
- 資本金：1億円 （2012年3月[1]）
- 代表取締役社長：林光男
- 子会社（ジョイパックグループ）：ジョイパックアミューズメント株式会社、有限会社イーハート、株式会社プレゴ、株式会社エイチエムズ

## 関連会社
- ジョイパックアミューズメント株式会社
  - 所在地：ジョイパックレジャーに同じ
  - 設立：1979年2月
  - 代表取締役社長：林光男
  - 事業内容：不動産・遊戯場・アミューズメント施設経営等

- 有限会社イーハート
  - 所在地：ジョイパックレジャーに同じ
  - 設立：2006年3月[3]
  - 取締役社長：林大統
  - 事業内容：遊戯場経営

- 株式会社プレゴ
  - 所在地：ジョイパックレジャーに同じ
  - 代表取締役社長：林光男
  - 事業内容：遊戯場経営

- 株式会社エイチエムズ
  - 所在地：ジョイパックレジャーに同じ
  - 代表取締役社長：林茶理
  - 事業内容：遊技場・ボウリング場・温浴施設経営等

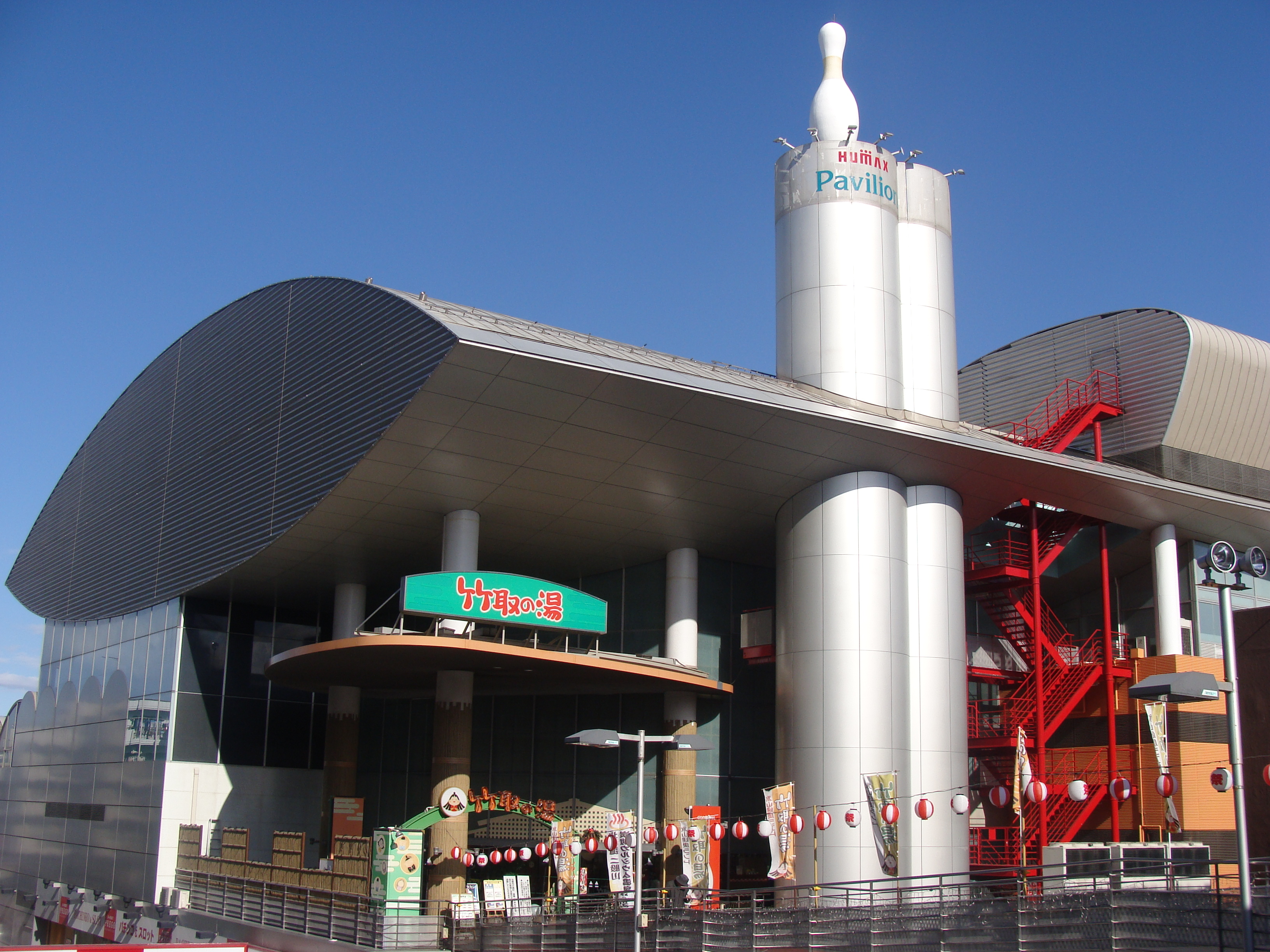
ヒューマックスパビリオン永山

## 店舗
2012年3月現在の同グループが経営する店舗の一覧である。
- PREGO自由が丘店 - 経営ジョイパックレジャー、2002年6月開店（1994年9月開店の「自由が丘ラスベガス店」をリニューアル）
- PREGO上福岡店 - 経営ジョイパックレジャー、2001年11月開店（1982年12月開店の「上福岡ラスベガス店」をリニューアル）
- PREGO湯河原 - 経営ジョイパックレジャー、2004年9月開店
- 新宿プレイランドカーニバル - 経営ジョイパックアミューズメント（ヒューマックスパビリオン新宿歌舞伎町）
- 有楽町モンタナ - 経営ジョイパックアミューズメント
- 永山カプセル - 経営ジョイパックアミューズメント、2003年8月開店（1992年12月開店の「エンデバー永山店」をリニューアル）
- PREGOひばりが丘店 - 経営イーハート、2006年9月開店
- PREGO池袋店 - 経営プレゴ、2000年8月開店
- PREGO EX池袋南口店 - 経営プレゴ、2005年3月開店（「池袋プリンス」をリニューアル）
- PREGO成田店 - 経営プレゴ、2002年3月開店
- PREGO立川店 - 経営エイチエムズ、2001年2月開店
- 永山コパボウル - 経営エイチエムズ、1992年12月開店
- 永山健康ランド竹取の湯 - 経営エイチエムズ、2004年3月開店（「湯あそびひろば永山健康ランド」をリニューアル）
- PREGO永山店 - 経営エイチエムズ、2003年3月開店（1992年12月開店の「永山ラスベガス店」をリニューアル）
- PREGO所沢店 - 経営エイチエムズ、2003年7月開店（1992年11月開店の「所沢ラスベガス店」をリニューアル）
- 天然温泉湯の森（所沢） - 経営エイチエムズ、1992年11月開店（スーパー銭湯第1号店）
- PREGO西川口店 - 経営エイチエムズ、1999年10月開店（プレゴ第1号店）